# Patrice Maniglier
Pour les articles homonymes, voir Maniglier.
Patrice Maniglier est un philosophe français né le 9 février 1973 à Corbeil-Essonnes, en France.

## Biographie
Ancien élève de l’École normale supérieure de la rue d'Ulm (promotion 1993), agrégé et docteur en philosophie, Patrice Maniglier soutien en 2002 une thèse de doctorat à l'Université Paris-10 sous la direction d'Etienne Balibar sur le sujet « L'être du signe : linguistique et philosophie dans le projet sémiologique de Ferdinand de Saussure ». 
Il est ensuite maître de conférences en philosophie et arts du spectacle à l’Université Paris Ouest-Nanterre depuis septembre 2012. Il a précédemment enseigné la philosophie française du XXe siècle au département de philosophie de l’Université d’Essex, au Royaume-Uni, pendant cinq ans. Il a été enseignant à l’École normale supérieure, et parallèlement à l’École des beaux-arts de Montpellier et à l’École d’art de la Villa Arson.
Il a participé à la revue Les Temps modernes dont il devait prendre la codirection lorsque l'éditeur a mis fin à sa parution. En 2024, il a contribué à créer la revue en ligne Les Temps qui restent,, dont il est actuellement responsable éditorial.
Il propose une nouvelle approche philosophique de la notion de signe et une réévaluation des enjeux de la sémiotique, à partir de la linguistique et de l’anthropologie[réf. nécessaire].

## Œuvre

### Livres
- La vie énigmatique des signes, Saussure et la naissance du structuralisme, "Non & Non", Léo Scheer, Paris, 2006.
- La Perspective du Diable. Figurations de l’espace et philosophie de la Renaissance à Rosemary’s Baby, Actes Sud, « Constructions », Arles, 2010[7],[8].
- Entretiens avec Philippe Petit, La Philosophie qui se fait, Paris, Le Cerf, 2019[9]  (ISBN 978-2-204-13238-1).
- 2021 : Le philosophe, la Terre et le Virus[10] chez Les Liens qui libèrent

### Manuels et usuels
- Le Vocabulaire de Lévi-Strauss, Ellipses, Paris, 2002.
- La Culture, Ellipses, 2003.

### Direction d'ouvrages et collectifs
- Marcela Iacub (dir.) et Patrice Maniglier (dir.), Familles en scènes : Bousculée, réinventée, toujours inattendue, Paris, Autrement, coll. « Mutations », 2003 (ISBN 978-2-7467-0331-5)
- Marcela Iacub et Patrice Maniglier, Antimanuel d’éducation sexuelle, Paris, Bréal, coll. « Antimanuel », 2005, 333 p. (ISBN 978-2-7495-0540-4, lire en ligne)
- Le Moment Philosophique des années 60 en France, avant-propos de Frédéric Worms, PUF, collection 'Philosophie française contemporaine', 592 pages, 2011.
- Matrix, machine philosophique, Ellipses, 2003 (en collaboration avec A. Badiou, T. Bénatouïl, E. During, D. Rabouin, J.-P. Zarader).
- Foucault va au cinéma, en collaboration avec Dork Zabunyan, Bayard, 2011.
- Formalisme et littérature (en collaboration avec Marie Gil), revue Les Temps modernes, no 676, 2013.